# アメリカン・アイドル (シーズン10)
アメリカン・アイドルシーズン10は2011年1月からアメリカのFOXで放送されたオーディション番組。日本ではFOXbs238で放送された。司会は前回に引き続きライアン・シークレスト。審査員はランディ・ジャクソンに加え、今シーズンより歌手兼女優のジェニファー・ロペス、ロックバンド「エアロスミス」ヴォーカリストのスティーヴン・タイラーが参加。

## オーディション
- ミルウォーキー
- サンフランシスコ
- ニューオリンズ
- ロサンゼルス
- ナッシュビル
- ニュージャージー
- オースティン

## ファイナリスト
- スコッティ・マクリーリー（優勝）
- ローレン・アライナ（準優勝）
- ヘイリー・ラインハルト（Top3脱落）
- ジェームズ・ダービン　(4位) - 翌年プロデビュー、2017年にクワイエット・ライオットに加入。